# Рабочая группа по названиям звёзд
Рабочая группа по названиям звёзд Международного астрономического союза (англ. IAU Working Group on Star Names; WGSN) — рабочая группа для каталогизации и стандартизации названий звёзд.
Международный астрономический союз (МАС, англ. IAU) создал рабочую группу в мае 2016 года для международного астрономического сообщества. Она работает в рамках Отдела образования, пропаганды и наследия.
МАС заявляет, что он стремится провести различие между терминами название (англ. name) и обозначение (англ. designation). Для МАС название относится к термину, используемому для обозначения звезды в повседневной речи, тогда как обозначение является исключительно буквенно-цифровым и используется почти исключительно в официальных каталогах и профессиональной астрономии. (WGSN отмечает, что транслитерированные обозначения Байера (например, Тау Кита) считаются особым историческим случаем и рассматриваются как обозначения.)

## Круг полномочий
Круг полномочий WGSN на период 2016—2018 гг. был утверждён Исполнительным комитетом МАС на заседании 6 мая 2016 г. В целом рабочей группе были даны следующее полномочия:
- установить руководящие принципы МАС для предложения и принятия названий звёзд;
- провести поиск литературы по названиям-кандидатам;
- принять новые уникальные названия для звёзд, имеющих научное и/или историческое значение;
- собрать и распространить официальный каталог названий звёзд МАС.

(Примечание: текущая версия озаглавлена «Список утвержденных МАС названий звёзд» англ. List of IAU-approved Star Names).
Хотя первоначально WGSN ориентировалась на включение «исторических» названий, в будущем она будет отвечать за определение правил и обеспечение процесса, с помощью которого члены международного астрономического сообщества могут предлагать новые названия.

## Правила именования
WGSN принял предварительные рекомендации для уникальных наименований звёзд:
- настоятельно рекомендуются к присвоению названия, сохраняющие мировое наследие (астрономическое, культурное и природное);
- исторические названия предпочтительнее новых;
- названия, как правило, должны иметь длину 4—16 символов; короткие названия предпочтительнее длинных,
- названия должны быть произносимыми на каком-либо языке и не быть оскорбительными;
- названия не должны быть слишком похожи на существующие названия звёзд, планет, спутников планет или малых планет;
- имена физических лиц запрещены для ярких звёзд (за исключением редких исторических случаев с международной известностью);
- выдуманные названия не рекомендуются (за исключением редких исторических случаев с международной известностью);
- названия событий, связанных главным образом с политической или военной деятельностью, запрещены;
- названия исключительно или главным образом коммерческого характера запрещены;
- клички домашних животных и аббревиатуры запрещены;
- принятые названия следуют Руководству по стилю МАС, транслитерируются на латиницу, начинаются с заглавной буквы, не содержат цифр; использование знаков препинания не рекомендуется. Официальные названия ограничены латинским алфавитом (т.е. не содержат диакритик), однако допускается их использование с указанием диакритических знаков, содержащихся в оригинальном имени.

WGSN без дополнительного рассмотрения признаёт названия экзопланет и их звёзд, утверждённые Рабочей группой Исполнительного комитета по публичному именованию планет и спутников-планет, включая названия звёзд, принятые в ходе кампании NameExoWorlds 2015 года.

### Множественность звёзд
WGSN решила присвоить собственные названия отдельным звёздам, а не целым звёздным системам. Например, название Фомальгаут относится к яркому компоненту А трёхкратной звёздной системы. Неформальные имена, часто приписываемые другим компонентам в физическом множественном числе (например, Фомальгаут B), рассматриваются как неофициальные (хотя и описываются как «полезные псевдонимы») и не включаются в Список утверждённых МАС названий звёзд. В Списке компоненты чётко идентифицированы по своим идентификаторам в Вашингтонском каталоге двойных звёзд. В тех случаях, когда буква компонента не указана в явном виде, WGSN говорит, что следует понимать, что название следует отнести к ярчайшему компоненту по визуальной светимости.

### Китайские астронимы
В течение 2017 года были приняты общие руководящие принципы для китайских названий звёзд, которые сводились к следующему:
- книга «Китайское небо во время империи Хань: звёзды и общество» (англ. The Chinese Sky During the Han: Constellating Stars and Society, Sun & Kistemaker, 1997) считается авторитетным в отношении ранних китайских идентификационных надписей и написания названий;
- следует избегать принятия китайских названий астеризмов для отдельных звёзд, так как это может вызвать путаницу;
- система записи звуков пиньинь является предпочтительной.

## Программа работы
WGSN решила сосредоточиться в течение 2016 года на стандартизации звёздных названий и их написания для нескольких сотен самых ярких звёзд с опубликованными названиями, а также на составлении названий для слабых звезд, которые будут обсуждаться в будущем (они считалась «яркими звёздами», как и те, которые имеют обозначения в Каталоге ярких звёзд так и любые другие физические спутники; «слабые звезды», как и любые другие звезды в галактике Млечный Путь, субзвёздные объекты и звездные остатки).
Главная цель на следующие несколько лет — углубиться в мировую астрономическую историю и культуру, чтобы определить наиболее известные звёздные наименования для использования в качестве официально признанных названий. Помимо этого, после того как названия многих ярких звёзд на небе будут официально утверждены и каталогизированы, WGSN переключит своё внимание на создание формата и шаблона для правил, критериев и процесса, с помощью которого могут быть приняты предложения о наименовании звёзд от профессиональных астрономов, а также от широкой общественности.

## Утверждённые имена
Первый бюллетень WGSN от июля 2016 года включал таблицу из 125 звёзд, включающую первые две серии имен, утвержденных WGSN (30 июня и 20 июля 2016 г.), а также названия звёзд (включая четыре традиционных названия звёзд: Аин, Эдасих, Альраи и Фомальгаут), рассмотренные и принятые Рабочей группой Исполнительного комитета МАС по публичному присвоению имен планетам и спутникам планет во время кампании NameExoWorlds 2015 года и признанные WGSN. Последующие серии названий были утверждены 21 августа, 12 сентября, 5 октября и 6 ноября 2016 года. Они были перечислены в таблице из 102 звёзд, включённой во второй бюллетень WGSN от ноября 2016 года. Следующие добавления были сделаны 1 февраля 2017 года (13 новых названий звёзд), 30 июня 2017 года (29), 5 сентября 2017 года (41), 19 ноября 2017 года (3) и 6 июня 2018 года (17). Все 330 названий включены в текущий Список утверждённых МАС названий звёзд, последний раз обновлённый 1 июня 2018 года.
Первый список включает две звезды, которые были названы по именам людей во время NameExoWorlds: Сервантес (Мю Жертвенника, в честь писателя Мигеля де Сервантеса Сааведра) и Коперник ( 55 Рака А, в честь астронома Николая Коперника). WGSN утвердил для звезды α² Гончих Псов историческое название Cor Caroli (в переводе с латыни «Сердце Карла»), введённое сэром Чарльзом Скарборо в честь короля Англии Карла I. Обновление от 1 февраля 2017 года включало в себя утверждение исторического названия звезды Барнарда, названной в честь американского астронома Э. Барнарда.